# (8108) Wieland
(8108) Wieland ist ein Asteroid des inneren Hauptgürtels, der am 30. Januar 1995 vom deutschen Astronomen Freimut Börngen an der Thüringer Landessternwarte Tautenburg (IAU-Code 033) im Tautenburger Wald in Thüringen entdeckt wurde.
Der Asteroid wurde am 11. April 1998 nach dem deutschen Dichter, Übersetzer und Herausgeber zur Zeit der Aufklärung Christoph Martin Wieland (1733–1813 benannt), der der Älteste des klassischen Viergestirns von Weimar war, zu dem neben ihm Johann Gottfried Herder, Johann Wolfgang von Goethe und Friedrich Schiller gezählt werden.
Der Himmelskörper gehört der Vesta-Familie an, einer großen Gruppe von Asteroiden, benannt nach (4) Vesta, dem zweitgrößten Asteroiden und drittgrößten Himmelskörper des Hauptgürtels.